# Sillé-le-Philippe
Sillé-le-Philippe è un comune francese di 1 112 abitanti situato nel dipartimento della Sarthe nella regione dei Paesi della Loira.

## Società

### Evoluzione demografica
Abitanti censiti